# Ponnur
Ponnur är en ort i Indien.   Den ligger i distriktet Guntūr och delstaten Andhra Pradesh, i den södra delen av landet, 1 400 km söder om huvudstaden New Delhi. Ponnur ligger 11 meter över havet och antalet invånare är 56 504.
Terrängen runt Ponnur är mycket platt. Runt Ponnur är det tätbefolkat, med 613 invånare per kvadratkilometer. Närmaste större samhälle är Ponnūru, 0,69 km söder om Ponnur. Trakten runt Ponnur består till största delen av jordbruksmark.